# Karl Marbe
Karl Marbe, född den 31 augusti 1869 i Paris, död den 2 januari 1953 i Würzburg, var en tysk filosof och psykolog.
Marbe började sin bana som professor vid Würzburgs universitet, där han särskilt lämnade bidrag till logiken och dess gränsvetenskaper samt språkfilosofin. Bland hans arbeten från denna tid märks Experimentelle Untersuchungen über die psychologischen Grundlagen der sprachlichen Analogiebildung (tillsammans med Albert Thumb 1901) och Über den Rhythmus der Prosa (1904).